# Kanton La Haute-Bigorre
La Haute-Bigorre ist seit 2015 ein französischer Wahlkreis im Arrondissement Bagnères-de-Bigorre, im Département Hautes-Pyrénées und in der Region Okzitanien; sein Hauptort ist Bagnères-de-Bigorre.

## Geschichte
Der Kanton entstand bei der Neueinteilung der französischen Kantone im Jahr 2015. Seine Gemeinden kommen aus den ehemaligen Kantonen Bagnères-de-Bigorre (9 der 19 Gemeinden), Campan (alle 4 Gemeinden) und Laloubère (eine Gemeinde: Hiis).

## Lage
Der Kanton liegt im Zentrum des Départements Hautes-Pyrénées.

## Gemeinden
Der Kanton besteht aus 14 Gemeinden mit insgesamt 14.717 Einwohnern (Stand: 1. Januar 2022) auf einer Gesamtfläche von 330,72 km²:
| Gemeinde                | Einwohner 1. Januar 2022 | Fläche km² | Dichte Einw./km² | Code INSEE | Postleitzahl |
| ----------------------- | ------------------------ | ---------- | ---------------- | ---------- | ------------ |
| Antist                  | 187                      | 2,43       | 77               | 65016      | 65200        |
| Asté                    | 572                      | 26,67      | 21               | 65042      | 65200        |
| Astugue                 | 265                      | 7,96       | 33               | 65043      | 65200        |
| Bagnères-de-Bigorre     | 7.060                    | 125,86     | 56               | 65059      | 65200        |
| Beaudéan                | 392                      | 16,70      | 23               | 65078      | 65710        |
| Campan                  | 1.264                    | 95,36      | 13               | 65123      | 65710        |
| Gerde                   | 1.194                    | 6,93       | 172              | 65198      | 65200        |
| Hiis                    | 265                      | 3,03       | 87               | 65221      | 65200        |
| Labassère               | 231                      | 10,09      | 23               | 65238      | 65200        |
| Montgaillard            | 813                      | 9,64       | 84               | 65320      | 65200        |
| Neuilh                  | 94                       | 2,39       | 39               | 65328      | 65200        |
| Ordizan                 | 515                      | 5,89       | 87               | 65335      | 65200        |
| Pouzac                  | 1.108                    | 7,58       | 146              | 65370      | 65200        |
| Trébons                 | 757                      | 10,19      | 74               | 65451      | 65200        |
| Kanton La Haute-Bigorre | 14.717                   | 330,72     | 44               | 6504       | –            |

## Politik
Im 1. Wahlgang am 22. März 2015 erreichte keines der fünf Kandidatenpaare die absolute Mehrheit. Bei der Stichwahl am 29. März 2015 gewann das Gespann Jacques Brune/Nicole Darrieutort (beide PRG) gegen Isabelle Vaquie/Philippe Viau (beide PS) mit einem Stimmenanteil von 63,65 % (Wahlbeteiligung: 49,80 %).
| Vertreter im Departementrat des Départements | Vertreter im Departementrat des Départements | Vertreter im Departementrat des Départements |
| Amtszeit                                     | Name                                         | Partei                                       |
| -------------------------------------------- | -------------------------------------------- | -------------------------------------------- |
| 2015–                                        | Jacques Brune Nicole Darrieutort             | PRG                                          |